# Cronut

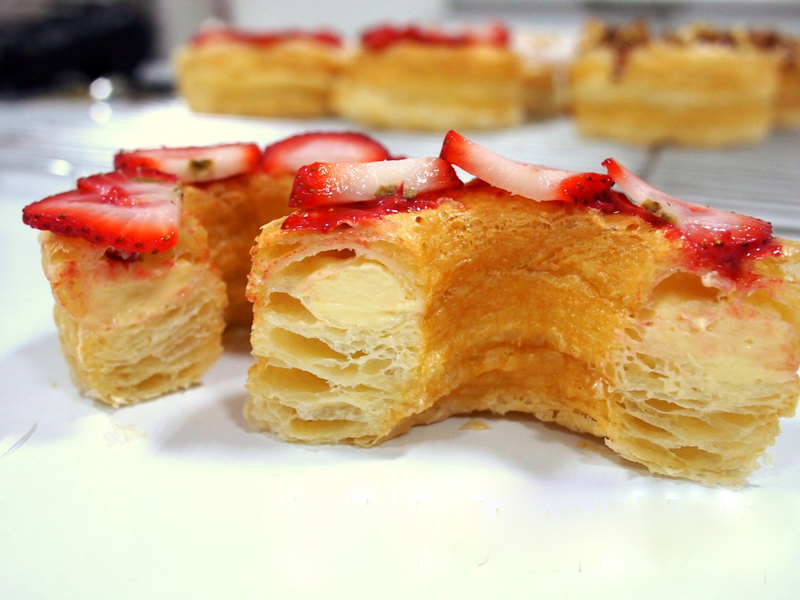
Cronut

Il Cronut è un dolce che unisce l'impasto del cornetto con la forma del donut. Si tratta di un'invenzione culinaria dello Chef Dominique Ansel per la panetteria omonima Dominique Ansel a New York City.

## Storia
Nel maggio del 2013, la panetteria registrò il nome del marchio di questo prodotto. Il sito Internet della panetteria Dominique Ansel afferma che, nonostante il prodotto venga descritto come "metà Croissant, metà Donut", non è fatto semplicemente friggendo l'impasto per il croissant ma viene realizzato con un tipo di impasto a più strati utilizzando una ricetta brevettata, per la cui ideazione lo chef fu impegnato per due mesi e 10 tentativi. La pagina Facebook della pasticceria afferma anche che il Cronut non è un termine generico per descrivere tutti gli ibridi croissant-donut, ma un preciso dolce associato alla panetteria. Un articolo del Boston Globe descrive l'ibrido croissant-donut della panetteria Dominique Ansel come un "portmanteau" culinario.
Il Cronut di Ansel fu presentato su Late Night con Jimmy Fallon, sui programmi The Today Show, Good Morning America, e Piers Morgan Live sulla CNN, che ha avuto come ospite Anthony Bourdain.
Versioni imitanti la ricetta per il dolce croissant-donut di Ansel sono sorte a Los Angeles, Jacksonville, e a Minneapolis. È stata persino sviluppata una ricetta fatta-in-casa. Queste versioni similari compaiono con nomi differenti sin dal momento in cui il marchio Cronut è rimasto in sospeso per le richieste di registrazione del marchio presentate alla USPTO e a livello internazionale. Lo Chef Alina Eisenhauer del Sweet Kitchen & Bar a Worcester, nel Massachusetts ha affermato che lei fu la prima a friggere l'impasto del croissant e a servire i suoi "dosants" sin dal 2006.
Una panetteria a Vancouver, in Canada, ha introdotto una variante conosciuta come il frissant. Una versione dell'ibrido croissant-donut è stato introdotto nelle Filippine. L'ibrido croissant- donut è la versione seguente ad altre variazioni del croissant come il couture croissant, il Croissan'Wich, il pretzel croissant, il croque croissant e lo Yummmm bun.
Una pasticceria a Montréal, in Canada ha nominato la loro versione del dolce fritto The Cronetto, che include crema pasticcera dolce come ripieno.
Nel luglio 2013, la pasticceria Dominique Ansel Bakery ha lanciato una serie di campagne di beneficenza con il suo prodotto Cronut per contribuire alla Food Bank di New York.
Alla nascita del Cronut è stata dedicata una puntata della serie televisiva 2 Broke Girls, intitolata proprio "And the Cronuts", in cui le protagoniste (proprietarie di un negozio di cupcakes) devono fare i conti con il successo di questo nuovo dolce. Anche nella sesta stagione della serie televisiva Castle in una puntata denominata "Il Drago Verde" viene menzionato tale tipo di dolce.